# Fageia meridionalis
Fageia meridionalis là một loài nhện trong họ Philodromidae.
Loài này thuộc chi Fageia. Fageia meridionalis được Cândido Firmino de Mello-Leitão miêu tả năm 1943.